# Společnost Franze Kafky
Společnost Franze Kafky (SFK) vznikla v roce 1990 jako sdružení občanů, kteří usilovali splatit kulturní dluh Franzi Kafkovi. Jeho dílo je pro SFK neodmyslitelně spjato s Prahou a s českými zeměmi, kde vzniklo, a s kulturami, ve kterých Kafka žil – českou, německou a židovskou. 
Zakladatelkou a ředitelkou společnosti byla Marta Davouze, resp. Marta Železná. V letech 2002–2018 byla ředitelkou Společnosti Franze Kafky a Centra Franze Kafky RNDr. Markéta Mališová, poté od září 2018 do března 2020 Ing. Eva Anderová.
Centrum Franze Kafky vzniklo 7. května 1993 a zaniklo likvidací 4. července 2022.

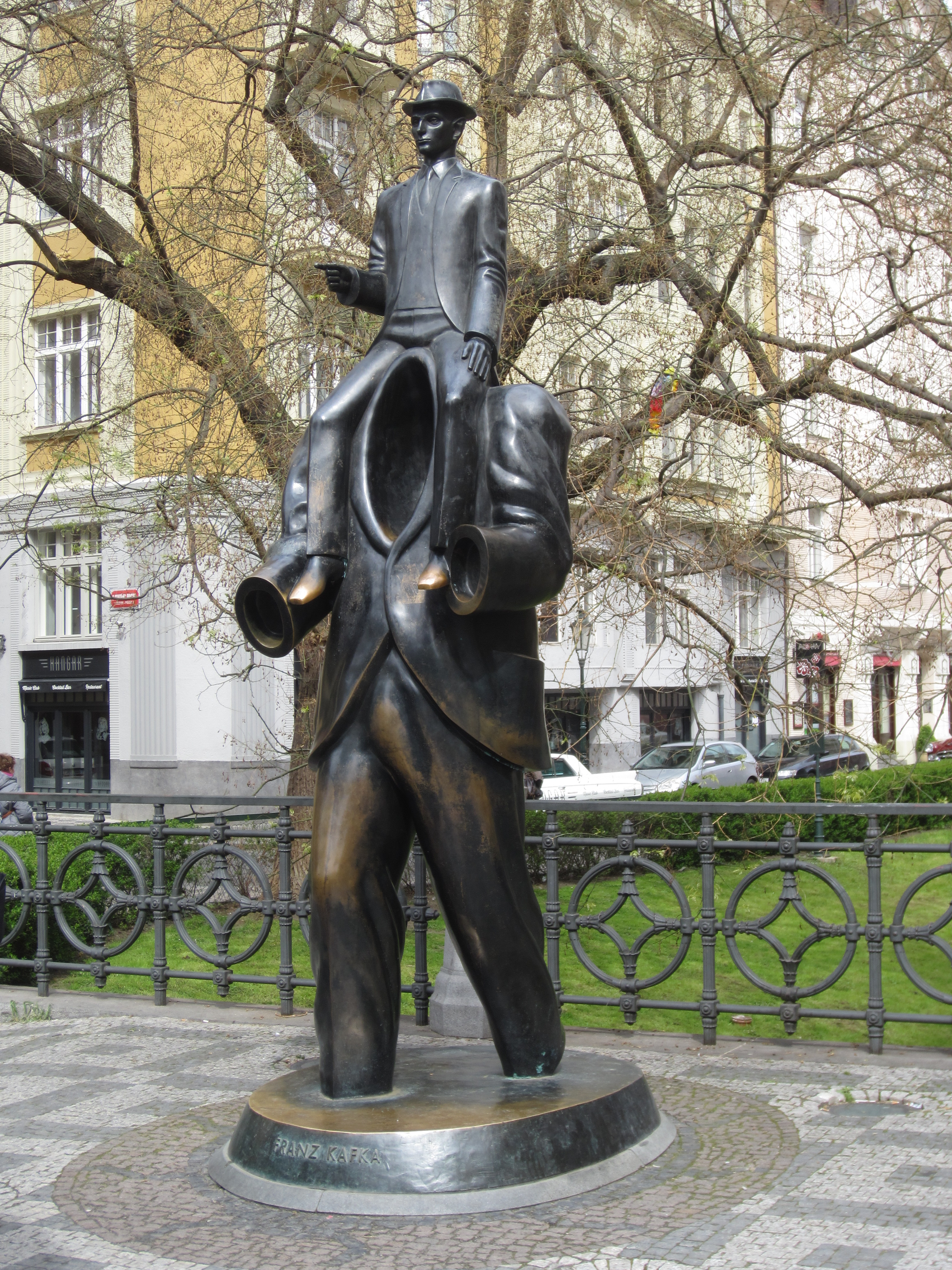
Kafkův pomník na Starém Městě

## Činnost
- Společnost Franze Kafky iniciovala vznik pomníku Franze Kafky na pražském Starém Městě.[3]
- Vydala poprvé v úplnosti dílo Franze Kafky v českém jazyce ve 13 svazcích s kritickým aparátem.[4]
- Vydala poprvé v úplnosti (včetně časopiseckých článků a dopisů) dílo Karla Poláčka.
- Vybudovala informační středisko s knihovnou děl pražských německých a židovských autorů a prostor pro historickou knihovnu Franze Kafky s celou řadou unikátních tisků.
- Organizuje mezinárodní literární Cenu Franze Kafky, v jejímž rámci oceňuje a přivádí do Prahy přední spisovatele světa a soustřeďuje tak pozornost světových médií k městu jako literární metropoli.
- Dalším ze stěžejních projektů společnosti je studentská literární soutěž o nejlepší esej Cena Maxe Broda, kterou SFK organizuje od roku 1994. Cena Maxe Broda je od roku 2020 česko-slovenskou soutěží.

Za dobu své existence SFK zorganizovala stovky literárních pořadů, přednášek a výstav zaměřených na literaturu a řadu mezinárodních konferencí.
V roce 2013 Společnost Franze Kafky sdružovala okolo tisíce členů z celého světa, mezi nimi i přední české a zahraniční umělce a badatele.
Čestným předsedou společnosti byl 21 let spisovatel Arnošt Lustig, jehož knihy s tématem holocaustu vycházejí v mnoha zemích světa.